# Bernard Alane
Bernard Alane (Paris, 25 de dezembro de 1948) é um ator, cantor e dublador francês. Filho da atriz Annick Alane, tornou-se mais conhecido na televisão, após a série clássica Joseph Balsamo. Com diversos papeis no teatro antes de ingressar no cinema, Alane dublou para a língua francesa inúmeras obras, como Brazil, Le Magasin des Suicides e Willy Wonka and the Chocolate Factory.